# Eudocia Angela
Eudocia Angela (in greco Ευδοκία Αγγελίνα? in serbo Evdokija Anđel?; 1173 circa – dopo il 1211) fu regina di Serbia dal 1190 al 1200 circa.
Regia dei Serbi in qualità di consorte di Stefano Prvovenčani, in seguito si risposò con Alessio V Ducas, che fu per breve tempo imperatore di Bisanzio nel 1204.

## Biografia
Figlia di Alessio III Angelo e di Eufrosina Ducena Camatera, Eudocia sposò dapprima Stefano, il secondo figlio di Stefano Nemanja, Gran Župan di Serbia. Il matrimonio fu organizzato dallo zio, l'imperatore Isacco II Angelo, intorno al 1190, mentre il padre era in esilio in Siria. Nel 1196, dopo il ritiro del suocero in un monastero, il marito di Eudocia divenne sovrano della Serbia. Secondo lo storico bizantino Niceta Coniata, Stefano ed Eudocia litigarono e si separarono, accusandosi reciprocamente di adulterio, per cui nel 1200 o 1201 Eudocia fu bandita dalla Serbia. Eudocia fuggì a piedi con i soli vestiti che aveva addosso, cercando rifugio alla corte del fratello di Stefano, Vukan, sovrano di Zeta, che fece amicizia con lei e si se ne prese cura. Quando si riprese, Eudocia si recò a Dyrrachium, da dove una nave bizantina la riportò al padre a Costantinopoli. Il ripudio di Eudocia mostra il declino del potere e del prestigio bizantino.
A Costantinopoli Eudocia divenne l'amante del futuro Alessio V Ducas, con il quale fuggì (insieme alla madre) dalla città in Tracia il 12 aprile 1204, mentre i crociati della Quarta Crociata stavano assaltando la città. Raggiunto il padre deposto a Mosinopoli, Eudocia ottenne il permesso di sposare Alessio V, ma questi fu arrestato e mutilato per ordine di Alessio III. Eudocia era furiosa per le azioni del padre. In seguito Alessio, senza alcun sostenitore, fu catturato e condannato a morte dai crociati.
Eudocia sposò in terze nozze Leone Sguro, sovrano indipendente di Corinto, dopo che questi aveva offerto asilo ad Alessio III e alla sua famiglia nel 1204. Bloccato nella cittadella di Corinto, Leone Sguro si suicidò nel 1207/1208. Si ritiene che Eudocia sia morta in una data posteriore al 1211.
Dal matrimonio con Stefano di Serbia ebbe quattro figli:
- Stefano Radoslav, re di Serbia (1228-1234)
- Stefano Vladislav, re di Serbia dal 1234 al 1243
- Saba II, arcivescovo della Chiesa ortodossa serba, in carica dal 1263 fino alla sua morte nel 1271
- Komnena Nemanjić

## Ascendenza
|                           |                   |                 | Genitori          |  |  | Nonni |  |  | Bisnonni          |  |  | Trisnonni |  |
|                           |                   |                 |                   |  |  |       |  |  | Costantino Angelo |  |  | …         |  |
|                           |                   |                 |                   |  |  |       |  |  | Costantino Angelo |  |  | …         |  |
|                           |                   | …               |                   |  |  |       |  |  | Costantino Angelo |  |  |           |  |
| Andronico Ducas Angelo    |                   |                 |                   |  |  |       |  |  | Costantino Angelo |  |  |           |  |
|                           |                   | Teodora Comnena | Alessio I Comneno |  |  |       |  |  |                   |  |  |           |  |
|                           |                   | Teodora Comnena | Alessio I Comneno |  |  |       |  |  |                   |  |  |           |  |
|                           |                   | Teodora Comnena | Irene Ducaena     |  |  |       |  |  |                   |  |  |           |  |
| Alessio III Angelo        |                   | Teodora Comnena |                   |  |  |       |  |  |                   |  |  |           |  |
|                           |                   | …               | …                 |  |  |       |  |  |                   |  |  |           |  |
|                           |                   | …               | …                 |  |  |       |  |  |                   |  |  |           |  |
|                           |                   | …               | …                 |  |  |       |  |  |                   |  |  |           |  |
| Eufrosina Castamonitissa  |                   | …               |                   |  |  |       |  |  |                   |  |  |           |  |
|                           |                   | …               | …                 |  |  |       |  |  |                   |  |  |           |  |
|                           |                   | …               | …                 |  |  |       |  |  |                   |  |  |           |  |
|                           |                   | …               | …                 |  |  |       |  |  |                   |  |  |           |  |
| Eudocia Angela            |                   | …               |                   |  |  |       |  |  |                   |  |  |           |  |
|                           | Gregorio Camatero | …               |                   |  |  |       |  |  |                   |  |  |           |  |
|                           | Gregorio Camatero | …               |                   |  |  |       |  |  |                   |  |  |           |  |
|                           | Gregorio Camatero | …               |                   |  |  |       |  |  |                   |  |  |           |  |
| Andronico Camatero        | Gregorio Camatero |                 |                   |  |  |       |  |  |                   |  |  |           |  |
|                           |                   | Irene Ducaina   | …                 |  |  |       |  |  |                   |  |  |           |  |
|                           |                   | Irene Ducaina   | …                 |  |  |       |  |  |                   |  |  |           |  |
|                           |                   | Irene Ducaina   | …                 |  |  |       |  |  |                   |  |  |           |  |
| Eufrosina Ducena Camatera |                   | Irene Ducaina   |                   |  |  |       |  |  |                   |  |  |           |  |
|                           |                   | …               | …                 |  |  |       |  |  |                   |  |  |           |  |
|                           |                   | …               | …                 |  |  |       |  |  |                   |  |  |           |  |
|                           |                   | …               | …                 |  |  |       |  |  |                   |  |  |           |  |
| Cantacuzena               |                   | …               |                   |  |  |       |  |  |                   |  |  |           |  |
|                           |                   | …               | …                 |  |  |       |  |  |                   |  |  |           |  |
|                           |                   | …               | …                 |  |  |       |  |  |                   |  |  |           |  |
|                           |                   | …               | …                 |  |  |       |  |  |                   |  |  |           |  |
|                           |                   | …               |                   |  |  |       |  |  |                   |  |  |           |  |